# Marschallsburg
Die Marschallsburg, auch Marschallshagen genannt, ist eine abgegangene spätmittelalterliche Höhenburg vom Typus einer Wallburg oder Motte mit Vorburg unbekannter ständischer Zuordnung südsüdwestlich von Holtheim, Stadt Lichtenau im Kreis Paderborn in Nordrhein-Westfalen, Deutschland.

## Lage
Der Burgstall Marschallsburg liegt 1,75 km südsüdwestlich von Holtheim, westlich der Eggestraße (K 24), an einem Höhenrand über dem Ostufer der Altenau auf 302 m ü. NHN.

## Beschreibung
Eine grob rechteckige Fläche von 90 × 80 m ist von einem als Knick angesprochem niedrigen Wall umgeben, der zum Teil kaum noch zu erkennen ist. Den Durchlass in der Südostecke schützt die Hauptburg. Der Burginnenhof mit einem Durchmesser von 20 m ist von einem noch bis zu 1,20 m hohen Wall mit vorgelagertem Graben umgeben. Das Tor im Südwesten der Hauptburg ist durch ein vorgelagertes sichelförmiges Wallstück mit Graben geschützt. In ihrem Burghof sind mehrere Kellergruben erkennbar.
Über das Aussehen der Hauptburg besteht in der Literatur keine Einigkeit. Hömberg spricht von „Burginnenhof“, der von einem Wall umgeben sei, einige andere von „Motte“.
Ein noch erkennbarer Steinwall setzt 12 m südlich des Tores an und führt 40 m nach Osten. Südlich davon sind zwei Systeme von Ackerterrassen erkennbar und etwa 100 m südöstlich der Wallanlage finden sich als Siedlungsspuren interpretierte Schutthügel und Verebnungen.
Heute wird das Gelände der Burg, der Äcker und der Wüstungen als Wald genutzt.

## Geschichte
Mangels Schriftquellen ist zur Geschichte der Marschallsburg nichts zu sagen. Auch archäologisch wurde die Anlage nur oberflächlich untersucht. 1988 wurde sie bei Forstarbeiten schwer beschädigt.

### Identifizierung und Name
Früher wurde die Wüstung Marschallshagen bei dem Burgstall lokalisiert. Anhand von alten Grenzbeschreibungen konnte Wilhelm Wöhlke jedoch nachweisen, dass die Wüstung Marschallshagen etwa 1 km weiter östlich am Südrand der modernen, ebenfalls zu Holtheim zählenden Siedlung Marschallshagen lag. Die moderne Siedlung entstand 1883 bis 1914 um die damalige, nach dem Burgstall benannten Glashütte Marschallshagen. Bei den Siedlungsspuren südlich der Marschallsburg lag nach Wöhlke das Rodenbredengudt. Noch heute heißt die umgebende Flur Hohe Breite. Dennoch ist die Burganlage bis heute in der Literatur oft unter Marschallshagen zu finden, während moderne Karten sie als Marschallsburg verzeichnen. Der Namensbestandteil Marschall wird auf die Paderborner Ministerialenfamilie Marschall/von Osdagessen zurückgeführt, die das Paderborner Marschallsamt sowie Burglehen in den nahen Städten Lichtenau, Blankenrode und Kleinenberg innehatte.

### Datierung
Die Datierung erfolgt über Keramikfunde. Lesefunde bei der Anlage selbst stammen aus dem 13. oder 14. Jahrhundert. Da ein Zusammenhang mit den Wüstungen Rodenbredengudt und Marschallshagen vermutet wird, werden auch diese zur Datierung herangezogen. Beide sind nur im 14. und 15. Jahrhundert erwähnt. Das Abbrechen der Nachrichten um 1480 wird im Zusammenhang mit dem Ausbau der Grundherrschaft des Klosters Dalheim gesehen. Die Keramikfunde bei der Wüstung Marschallshagen setzen schon im 12. Jahrhundert ein, sonst entstammt auch die Keramik der Wüstungen der für die Burganlage festgestellten Zeit.